# Liste des distinctions de Sistar
Cet article est la liste des récompenses et des nominations de Sistar.
Sistar (Hangeul: 씨스타, souvent stylisé SISTAR) était un girl group sud-coréen de la Starship Entertainment qui a débuté avec le titre Push Push le 4 juin 2010. Le groupe est composé de : Hyorin, Bora, Soyou et Dasom.
 Le groupe s'est séparé le 31 mai 2017.

## Cyworld Digital Music Awards
| Année | Catégorie           | Travail nommé | Résultat |
| ----- | ------------------- | ------------- | -------- |
| 2010  | Rookie of the Month | Sistar        | Lauréat  |

## Republic of Korea Entertainment Arts Awards
| Année | Catégorie     | Travail nommé | Résultat |
| ----- | ------------- | ------------- | -------- |
| 2010  | Group Singers | Sistar        | Lauréat  |

## Golden Disk Awards
| Année | Catégorie                 | Travail nommé   | Résultat   |
| ----- | ------------------------- | --------------- | ---------- |
| 2010  | Yepp Newcomer Award       | Sistar          | Lauréat    |
| 2012  | Digital Bonsang           | So Cool         | Lauréat    |
| 2012  | Popularity Award          | Sistar          | Nomination |
| 2013  | Digital Bonsang           | "Alone"         | Lauréat    |
| 2013  | Samsung Galaxy Star Award | Sistar          | Lauréat    |
| 2013  | MSN Popularity Award      | Sistar          | Nomination |
| 2014  | Digital Bonsang           | "Give It To Me" | Lauréat    |
| 2014  | CeCi Asia Icon Award      | Sistar          | Lauréat    |
| 2015  | Digital Bonsang           | "Touch My Body" | Lauréat    |

## Seoul Music Awards
| Année | Catégorie                  | Travail nommé | Résultat |
| ----- | -------------------------- | ------------- | -------- |
| 2011  | Best Newcomer              | Sistar        | Lauréat  |
| 2012  | Bonsang                    | So Cool       | Lauréat  |
| 2013  | Bonsang                    | Loving U      | Lauréat  |
| 2013  | Digital Record of the Year | "Alone"       | Lauréat  |
| 2014  | Bonsang                    | Give It to Me | Lauréat  |
| 2015  | Bonsang                    | Touch My Body | Lauréat  |

## MelOn Music Awards
| Année | Catégorie                       | Travail nommé | Résultat   |
| ----- | ------------------------------- | ------------- | ---------- |
| 2011  | Top 10 (Bonsang)                | Sistar        | Lauréat    |
| 2012  | Artist of the Year              | Sistar        | Nomination |
| 2012  | Album of the Year               | Alone         | Nomination |
| 2012  | Best Song of the Year (Daesang) | "Alone"       | Nomination |
| 2012  | Top 10 (Bonsang)                | Sistar        | Lauréat    |
| 2012  | Global Star Award               | Sistar        | Nomination |
| 2013  | Top 10 (Bonsang)                | Sistar        | Lauréat    |
| 2014  | Top 10 (Bonsang)                | Sistar        | Lauréat    |
| 2015  | Top 10 (Bonsang)                | Sistar        | Lauréat    |

## Korea Lifestyle Awards
| Année | Catégorie        | Travail nommé | Résultat |
| ----- | ---------------- | ------------- | -------- |
| 2011  | Best Style Icons | Sistar        | Lauréat  |

## Mnet 20's Choice Awards
| Année | Catégorie                | Travail nommé | Résultat   |
| ----- | ------------------------ | ------------- | ---------- |
| 2012  | 20's sexiest Performance | Sistar        | Lauréat    |
| 2013  | 20's Online Music        | Sistar        | Lauréat    |
| 2013  | 20's Voice               | Sistar        | Nomination |
| 2013  | 20's Performance         | Sistar        | Nomination |

## Style Icon Awards
| Année | Catégorie          | Travail nommé | Résultat |
| ----- | ------------------ | ------------- | -------- |
| 2012  | Top 10 Style Icons | Sistar        | Lauréat  |
| 2013  | Top 10 Style Icons | Sistar        | Lauréat  |

## Mnet Asian Music Awards
| Année | Catégorie                                | Travail nommé   | Résultat   |
| ----- | ---------------------------------------- | --------------- | ---------- |
| 2010  | Best New Female Group                    | "Push Push"     | Nomination |
| 2012  | Artist of the Year                       | Sistar          | Nomination |
| 2012  | Song of the Year                         | "Alone"         | Nomination |
| 2012  | Best Female Group                        | Sistar          | Lauréat    |
| 2012  | Best Dance Performance – Female Group    | "Alone"         | Nomination |
| 2013  | Best Female Group                        | Sistar          | Nomination |
| 2013  | Best Dance Performance - Female Group    | "Give It to Me" | Lauréat    |
| 2013  | Style in Music                           | Sistar          | Lauréat    |
| 2013  | Artist of the Year                       | Sistar          | Nomination |
| 2013  | BC - UnionPay Song of the Year           | "Give It to Me" | Nomination |
| 2014  | Best Female Group                        | Sistar          | Lauréat    |
| 2014  | Best Dance Performance by a Female Group | "Touch My Body" | Nomination |
| 2014  | BC - UnionPay Artist of the Year         | Sistar          | Nomination |
| 2014  | BC - UnionPay Song of the Year           | "Touch My Body" | Nomination |

## Korean Cultural Entertainment Awards
| Année | Catégorie            | Travail nommé | Résultat   |
| ----- | -------------------- | ------------- | ---------- |
| 2012  | Best Female Vocalist | Sistar        | Nomination |

## MBC Entertainment Awards
| Année | Catégorie           | Travail nommé | Résultat |
| ----- | ------------------- | ------------- | -------- |
| 2012  | Singer Choice Award | Sistar        | Lauréat  |
| 2014  | Singer Choice Award | Sistar        | Lauréat  |

## Gaon Chart K-Pop Awards
| Année | Catégorie                    | Travail nommé   | Résultat |
| ----- | ---------------------------- | --------------- | -------- |
| 2013  | Song of the Year (juin)      | "Give It To Me" | Lauréat  |
| 2014  | Song of the Year (septembre) | "I Swear"       | Lauréat  |

## Korea PD Awards
| Année | Catégorie           | Travail nommé | Résultat |
| ----- | ------------------- | ------------- | -------- |
| 2013  | Singer Choice Award | Sistar        | Lauréat  |

## Republic of Korea Popular Culture and Arts Awards
| Année | Catégorie                                         | Travail nommé | Résultat |
| ----- | ------------------------------------------------- | ------------- | -------- |
| 2013  | The Minister of Culture, Sports and Tourism Award | Sistar        | Lauréat  |

## Seoul Success Awards
| Année | Catégorie      | Travail nommé | Résultat |
| ----- | -------------- | ------------- | -------- |
| 2010  | Cultural Award | Sistar        | Lauréat  |

## MTN Broadcast Advertisement Festival
| Année | Catégorie             | Travail nommé | Résultat |
| ----- | --------------------- | ------------- | -------- |
| 2013  | Female CF Model Award | Sistar        | Lauréat  |

## 39th Anniversary of Tourism Day
| Année | Catégorie                                     | Travail nommé | Résultat |
| ----- | --------------------------------------------- | ------------- | -------- |
| 2012  | Minister of Culture, Sports and Tourism Award | Sistar        | Lauréat  |

## SBS Gayo Daejeon
| Année | Catégorie | Travail nommé | Résultat |
| ----- | --------- | ------------- | -------- |
| 2014  | Top 10    | Sistar        | Lauréat  |

## Asia Model Awards
| Année | Catégorie       | Travail nommé | Résultat |
| ----- | --------------- | ------------- | -------- |
| 2015  | Asia Star Award | Sistar        | Lauréat  |

## Programmes de classement musicaux

### M! Countdown
| Année | Date        | Chanson          |
| ----- | ----------- | ---------------- |
| 2012  | 26 avril    | "Alone"          |
| 2013  | 20 juin     | "Give It to Me", |
| 2013  | 27 juin     | "Give It to Me", |
| 2013  | 4 juillet   | "Give It to Me", |
| 2014  | 31 juillet  | "Touch My Body"  |
| 2014  | 7 août      | "Touch My Body"  |
| 2014  | 4 septembre | "I Swear"        |
| 2015  | 2 juillet   | "Shake It"       |
| 2016  | 7 juillet   | "I Like That"    |

### Music Bank
| Année | Date        | Chanson         |
| ----- | ----------- | --------------- |
| 2010  | 17 décembre | "How Dare You"  |
| 2012  | 27 avril    | "Alone"         |
| 2012  | 4 mai       | "Alone"         |
| 2012  | 13 juillet  | "Loving U"      |
| 2012  | 3 août      | "Loving U"      |
| 2013  | 21 juin     | "Give It to Me" |
| 2013  | 28 juin     | "Give It to Me" |
| 2013  | 5 juillet   | "Give It to Me" |
| 2014  | 1er août    | "Touch My Body" |
| 2014  | 8 août      | "Touch My Body" |
| 2014  | 15 août     | "Touch My Body" |
| 2014  | 5 septembre | "I Swear"       |
| 2015  | 3 juillet   | "Shake It"      |
| 2015  | 10 juillet  | "Shake It"      |

### Show! Music Core
| Année | Date        | Chanson         |
| ----- | ----------- | --------------- |
| 2013  | 22 juin     | "Give It to Me" |
| 2013  | 29 juin     | "Give It to Me" |
| 2014  | 6 septembre | "I Swear"       |

### Inkigayo
| Année | Date         | Chanson         |
| ----- | ------------ | --------------- |
| 2011  | 11 septembre | "So Cool"       |
| 2012  | 29 avril     | "Alone"         |
| 2012  | 6 mai        | "Alone"         |
| 2013  | 23 juin      | "Give It to Me" |
| 2013  | 30 juin      | "Give It to Me" |
| 2014  | 3 août       | "Touch My Body" |
| 2014  | 10 août      | "Touch My Body" |
| 2014  | 17 août      | "Touch My Body" |
| 2014  | 7 septembre  | "I Swear"       |
| 2015  | 5 juillet    | "Shake It"      |
| 2016  | 3 juillet    | "I Like That"   |

### Show Champion
| Année | Date        | Chanson         |
| ----- | ----------- | --------------- |
| 2012  | 1er mai     | "Alone"         |
| 2013  | 26 juin     | "Give It to Me" |
| 2014  | 3 septembre | "I Swear"       |
| 2015  | 8 juillet   | "Shake It"      |
| 2016  | 29 juin     | "I Like That",  |
| 2016  | 6 juillet   | "I Like That",  |